# Togo en la Copa Mundial de Fútbol de 2006
La selección nacional de Togo fue uno de los 32 países participantes de la Copa Mundial de Fútbol de 2006, realizada en Alemania.
Togo fue una de las grandes sorpresas de los equipos clasificados al Mundial, luego de derrotar en el proceso clasificatorio a Senegal, cuartofinalista en 2002. Sin embargo, las esperanzas de tener una buena participación en Alemania comenzaron a desvanecerse luego de una desastrosa campaña en la Copa Africana de Naciones 2006 disputada en Egipto. Tras los malos resultados, el delantero Emmanuel Adebayor y el entrenador Stephen Keshi, entraron en una fuerte pelea que terminó con la salida de Keshi.
La salida de Keshi no acabó con los conflictos dentro del equipo. Los jugadores se negaron a entrenar por una disputa relacionada con las primas ofrecidas por la federación. La negativa de los futbolistas a entrenar llevó a que el nuevo entrenador, Otto Pfister, anunciara su renuncia el 9 de junio, el mismo día en que se daba inicio al torneo. Luego de dos días a cargo de Kodjovi Mawuena, Pfister regresó al equipo.
Todo parecía mejorar cuando en el primer partido del Grupo G, los africanos superaban a Corea del Sur. Sin embargo, el capitán Jean-Paul Abalo sería expulsado a los 37', lo que derrumbaría al equipo. Los coreanos, en la jugada siguiente, anotarían el empate y posteriormente ganarían el encuentro por 2:1. En los encuentros siguientes, Togo no pudo mejorar su desempeño y sería fácilmente derrotado por 2:0 ante Suiza y Francia. Así, Togo quedó eliminado del torneo, con sólo un gol, sin ningún punto y una amarga sensación.

## Clasificación

### Primera Ronda
| Equipo 1          | Agr. | Equipo 2 | Ida | Vuelta |
| ----------------- | ---- | -------- | --- | ------ |
| Guinea Ecuatorial | 1–2  | Togo     | 1–0 | 0–2    |

### Segunda Ronda

#### Grupo 1
| Pos. | Equipo  | Pts. | PJ | G | E | P | GF | GC | Dif. | Clasificación |     | TOG | SEN | ZAM | CGO | MLI | LBR |
| ---- | ------- | ---- | -- | - | - | - | -- | -- | ---- | ------------- | --- | --- | --- | --- | --- | --- | --- |
| 1    | Togo    | 23   | 10 | 7 | 2 | 1 | 20 | 8  | +12  | Mundial y CAN |     | —   | 3–1 | 4–1 | 2–0 | 1–0 | 3–0 |
| 2    | Senegal | 21   | 10 | 6 | 3 | 1 | 21 | 8  | +13  | CAN           |     | 2–2 | —   | 1–0 | 2–0 | 3–0 | 6–1 |
| 3    | Zambia  | 19   | 10 | 6 | 1 | 3 | 16 | 10 | +6   | CAN           |     | 1–0 | 0–1 | —   | 2–0 | 2–1 | 1–0 |
| 4    | Congo   | 10   | 10 | 3 | 1 | 6 | 10 | 14 | −4   |               |     | 2–3 | 0–0 | 2–3 | —   | 1–0 | 3–0 |
| 5    | Malí    | 8    | 10 | 2 | 2 | 6 | 11 | 14 | −3   |               | 1–2 | 2–2 | 1–1 | 2–0 | —   | 4–1 |     |
| 6    | Liberia | 4    | 10 | 1 | 1 | 8 | 3  | 27 | −24  |               | 0–0 | 0–3 | 0–5 | 0–2 | 1–0 | —   |     |

 Fuente: 

## Jugadores
Datos corresponden a situación previo al inicio del torneo
| #  | Nombre                | Posición      | Edad | PJ Sel | Club                      |
| -- | --------------------- | ------------- | ---- | ------ | ------------------------- |
| 1  | Nimini Tchagnirou     | Portero       | 28   | 9      | Djoliba AC                |
| 2  | Daré Nibombé          | Defensa       | 25   | 16     | R.A.E.C. Mons             |
| 3  | Jean-Paul Abalo       | Defensa       | 30   | 65     | USL Dunkerque             |
| 4  | Emmanuel Adebayor     | Delantero     | 22   | 29     | Arsenal FC                |
| 5  | Massamasso Tchangai † | Defensa       | 27   | 34     | Benevento Calcio          |
| 6  | Yao Aziawonou         | Mediocampista | 26   | 32     | BSC Young Boys            |
| 7  | Moustapha Salifou     | Mediocampista | 23   | 34     | Stade Brestois            |
| 8  | Kuami Agboh           | Mediocampista | 28   | 4      | KSK Beveren               |
| 9  | Thomas Dossevi        | Mediocampista | 27   | 10     | Valenciennes FC           |
| 10 | Mamam Cherif-Touré    | Mediocampista | 25   | 39     | FC Metz                   |
| 11 | Robert Malm           | Delantero     | 32   | 1      | Stade Brestois            |
| 12 | Éric Akoto            | Defensa       | 25   | 32     | VfB Admira Wacker Mödling |
| 13 | Richmond Forson       | Delantero     | 26   | 8      | JA Poire                  |
| 14 | Adékambi Olufadé      | Mediocampista | 26   | 24     | Al-Sailiya SC             |
| 15 | Alaixys Romao         | Mediocampista | 22   | 11     | CS Louhans Cuiseaux       |
| 16 | Kossi Agassa          | Portero       | 27   | 49     | FC Metz                   |
| 17 | Mohamed Kader         | Delantero     | 27   | 46     | Guingamp EA               |
| 18 | Yao Junior Senaya     | Mediocampista | 22   | 16     | YF Juventus               |
| 19 | Ludovic Assemoassa    | Defensa       | 25   | 5      | Ciudad de Murcia          |
| 20 | Affo Érassa           | Defensa       | 23   | 6      | Clermont Foot             |
| 21 | Franck Atsou          | Defensa       | 27   | 13     | Al-Hilal                  |
| 22 | Kodjovi Obilale       | Portero       | 21   | 0      | Etoile Filante            |
| 23 | Assimiou Touré        | Defensa       | 18   | 1      | Bayer Leverkusen          |
| DT | Otto Pfister          |               |      |        |                           |

## Participación

### Enfrentamientos previos
| Fecha                   | Lugar          |      |                 | Resultado |                                               |                |
| ----------------------- | -------------- | ---- | --------------- | --------- | --------------------------------------------- | -------------- |
| 11 de noviembre de 2005 | Teherán        | Togo | Bandera de Togo | 2:4 (2:1) | Bandera de Paraguay                           | Paraguay       |
| 13 de noviembre de 2005 | Teherán        | Togo | Bandera de Togo | 0:2 (0:1) | Bandera de Irán                               | Irán           |
| 7 de enero de 2006      | Viry-Châtillon | Togo | Bandera de Togo | 0:1 (0:0) |                                               | Guinea         |
| 11 de enero de 2006     | Monastir       | Togo | Bandera de Togo | 1:0 (0:0) | Bandera de Ghana                              | Ghana          |
| 21 de enero de 2006     | El Cairo       | Togo | Bandera de Togo | 0:2 (0:1) | Bandera de la República Democrática del Congo | RD del Congo   |
| 25 de enero de 2006     | El Cairo       | Togo | Bandera de Togo | 0:2 (0:0) | Bandera de Camerún                            | Camerún        |
| 29 de enero de 2006     | El Cairo       | Togo | Bandera de Togo | 2:3 (1:2) | Bandera de Angola                             | Angola         |
| 14 de mayo de 2006      | Sittard        | Togo | Bandera de Togo | 0:1 (0:0) | Bandera de Arabia Saudita                     | Arabia Saudita |
| 2 de junio de 2006      | Vaduz          | Togo | Bandera de Togo | 1:0 (0:0) | Bandera de Liechtenstein                      | Liechtenstein  |

### Primera fase
| Equipo        | Pts | PJ | PG | PE | PP | GF | GC | Dif |
| ------------- | --- | -- | -- | -- | -- | -- | -- | --- |
| Suiza         | 7   | 3  | 2  | 1  | 0  | 4  | 0  | +4  |
| Francia       | 5   | 3  | 1  | 2  | 0  | 3  | 1  | +2  |
| Corea del Sur | 4   | 3  | 1  | 1  | 1  | 3  | 4  | -1  |
| Togo          | 0   | 3  | 0  | 0  | 3  | 1  | 6  | -5  |

| 13 de junio de 2006, 15:00 | Togo      | 1:2 (1:0) | Corea del Sur          | Waldstadion, Fráncfort                                               |                                                                      |
|                            | Kader 31' | Reporte   | C.S. Lee 54' · Ahn 72' | Asistencia: 48.000 espectadores Árbitro(s): Graham Poll (Inglaterra) | Asistencia: 48.000 espectadores Árbitro(s): Graham Poll (Inglaterra) |

| 19 de junio de 2006, 15:00 | Suiza                   | 2:0 (1:0) | Togo | Signal Iduna Park, Dortmund                                            |                                                                        |
|                            | Frei 16' · Barnetta 88' | Reporte   |      | Asistencia: 65.000 espectadores Árbitro(s): Carlos Amarilla (Paraguay) | Asistencia: 65.000 espectadores Árbitro(s): Carlos Amarilla (Paraguay) |

| 23 de junio de 2006, 21:00 | Togo | 0:2 (0:0) | Francia                | RheinEnergieStadion, Colonia                                          |                                                                       |
|                            |      | Reporte   | Vieira 55' · Henry 61' | Asistencia: 45.000 espectadores Árbitro(s): Jorge Larrionda (Uruguay) | Asistencia: 45.000 espectadores Árbitro(s): Jorge Larrionda (Uruguay) |

### Participación de jugadores
| #  | Nombre              | Posición      | PJ | Min | Anotado | Asist | Tiros  | Faltas |   |   |
| -- | ------------------- | ------------- | -- | --- | ------- | ----- | ------ | ------ | - | - |
| 2  | Daré Nibombé        | Defensa       | 3  | 270 | 0       | 0     | 2      | 1-2    | 0 | 0 |
| 3  | Jean-Paul Abalo     | Defensa       | 2  | 142 | 0       | 0     | 0      | 0-2    | 2 | 1 |
| 4  | Emmanuel Adebayor   | Delantero     | 3  | 254 | 0       | 0     | 3      | 8-8    | 1 | 0 |
| 5  | Massamasso Tchangai | Defensa       | 3  | 270 | 0       | 0     | 1      | 1-0    | 1 | 0 |
| 6  | Yao Aziawonou       | Mediocampista | 2  | 95  | 0       | 0     | 0      | 1-5    | 1 | 0 |
| 7  | Moustapha Salifou   | Mediocampista | 3  | 241 | 0       | 0     | 5      | 4-7    | 2 | 0 |
| 8  | Kuami Agboh         | Mediocampista | 1  | 24  | 0       | 0     | 0      | 1-1    | 0 | 0 |
| 9  | Thomas Dossevi      | Mediocampista | 2  | 84  | 0       | 0     | 1      | 1-1    | 0 | 0 |
| 10 | Mamam Cherif-Touré  | Mediocampista | 3  | 234 | 0       | 0     | 3      | 1-11   | 1 | 0 |
| 11 | Robert Malm         | Delantero     | 1  | 4   | 0       | 0     | 0      | 0-0    | 0 | 0 |
| 12 | Éric Akoto          | Defensa       | 0  | 0   | 0       | 0     | 0      | 0-0    | 0 | 0 |
| 13 | Richmond Forson     | Delantero     | 3  | 203 | 0       | 0     | 0      | 1-4    | 0 | 0 |
| 14 | Adékambi Olufadé    | Mediocampista | 1  | 32  | 0       | 0     | 0      | 1-2    | 0 | 0 |
| 15 | Alaixys Romao       | Mediocampista | 2  | 180 | 0       | 1     | 0      | 3-5    | 2 | 0 |
| 17 | Mohamed Kader       | Delantero     | 3  | 270 | 1       | 0     | 10     | 5-4    | 0 | 0 |
| 18 | Yao Junior Senaya   | Mediocampista | 3  | 166 | 0       | 0     | 2      | 10-2   | 0 | 0 |
| 19 | Ludovic Assemoassa  | Defensa       | 1  | 61  | 0       | 0     | 0      | 2-2    | 0 | 0 |
| 20 | Affo Érassa         | Defensa       | 0  | 0   | 0       | 0     | 0      | 0-0    | 0 | 0 |
| 21 | Franck Atsou        | Defensa       | 0  | 0   | 0       | 0     | 0      | 0-0    | 0 | 0 |
| 23 | Assimiou Touré      | Defensa       | 2  | 126 | 0       | 0     | 0      | 1-1    | 0 | 0 |
| #  | Nombre              | Posición      | PJ | Min | Anotado | Prom. | Atajos | Faltas |   |   |
| 1  | Nimini Tchagnirou   | Portero       | 0  | 0   | 0       | 0     | 0      | 0-0    | 0 | 0 |
| 16 | Kossi Agassa        | Portero       | 3  | 270 | 6       | 2     | 17     | 0-0    | 0 | 0 |
| 22 | Kodjovi Obilale     | Portero       | 0  | 0   | 0       | 0     | 0      | 0-0    | 0 | 0 |